# Калиново (Мордовия)
Калиново — село в Ичалковском районе Мордовии. Относится к Ладскому сельскому поселению.

## История
В 1940 году указом ПВС Мордовской АССР село Новая Пуза переименовано в Калиново.

## Население
| 2002 | 2010 |
| ---- | ---- |
| 120  | ↘54  |

## Источник
- Энциклопедия Мордовия, С. В. Першин, М. А. Тимонин.